# Korana Serdarević
Korana Serdarević (Zadar, 1982.) nagrađivana je hrvatska spisateljica. Autorica je knjiga priča "Nema se što učiniti" (Fraktura, 2015.), “Gušterov rep” (Fraktura, 2021.) i romana "Eksperiment Irene Tot" (Fraktura 2017.).
Serdarević je godine 2006. diplomirala hrvatski jezik i književnosti te komparativnu književnost na Filozofskom fakultetu u Zagrebu.  Pri završetku studija od 2007. do 2010. radi kao novinarka Večernjeg lista i priloga Obzor, pišući ponajviše u rubrici kulture. Godine 2008. započinje paralelno s novinarstvom raditi kao nastavnica hrvatskog jezika. Dvije godine kasnije Serdarević je na mjestu izvršne urednice i novinarke portala Vip.hr, te suradnica kulturne rubrike tjednika Forum. Od 2006. godine honorarno radi i kao prevoditeljica s engleskog jezika za sinkronizaciju i prepjev pa prevodi animirane filmove Disneyja, Sonyja, Pixara i dr.  Od godine 2014. u stalnom je radnom odnosu kao profesorica mentorica u zagrebačkoj XII. gimnaziji. Jedna je od autorica integriranih udžbenika iz hrvatskog jezika za gimnazije u izdanju Školske knjige. Suautorica je i jedna od voditeljica projekta za poticanje čitanja među mladima “Pisci u školskim klupama”. 
Na Večernjakovu natječaju za kratku priču 2013. godine pričom „Kravosas“ Korana Serdarević osvojila je prvu nagradu „Ranko Marinković“, a istu je nagradu osvojila ponovo 2016. godine s pričom „Molim vas, pričekajte“. U prosincu 2013. godine kratkom pričom „Ptice“ osvojila je prvu nagradu „Zlatko Tomičić“ na natječaju Književnog kluba Karlovac. S pričom „Franka“ ulazi u uži izbor za regionalnu književnu nagradu „Vranac“ 2014. godine. Godine 2018. dobitnice je regionalne nagrade Ulaznica za priču „Srećonoša“ .
Nakon objavljivanja kratkih priča u periodici, godine 2015. u izdanju Frakture izlazi joj zbirka kratkih priča „Nema se što učiniti“, koja je za tu godinu nagrađena stimulacijom za najbolja književna ostvarenja od strane Ministarstva kulture RH.  Priče su joj prevedene na engleski, njemački, talijanski, makedonski, slovenski i ukrajinski jezik.
U studenom 2017. u izdanju Frakture objavljuje prvi roman „Eksperiment Irene Tot“, koji je bio u finalu prestižne t-Portalove nagrade za roman godine.
U siječnju 2021. u izdanju Frakture objavljuje drugu zbirku priča “Gušterov rep”.
Sudjelovala je na mnogo hrvatskih, ali i međunarodnih književnih festivala, od kojih se izdvajaju Festival europske kratke priče, Cuirt International Festival of Literature u Irskoj i Vilenica u Sloveniji 2016. godine. Osim kao autorica, aktivna je i kao moderatorica na književnim festivalima i događanjima u zemlji.
Članica je Hrvatskog društva pisaca.

## Djela
• Nema se što učiniti (2015.)
• Eksperiment Irene Tot (2017.)
• Kameni div (slikovnica za djecu, 2018.)
• Gušterov rep (2021.)

### Sinkronizacija
- "Sezona lova" (2006.)
- "Garfield 2: Priča o dvije mačke" (2006.)
- "Ples malog pingvina" (2006.)

## Vanjske poveznice
- Moderna vremena: Novozagrebačka tribina: Korana Serdarević
- Hrvtsko društvo pisaca